# Bogusław (kasztelan bydgoski)
Bogusław – cześnik kujawski, kasztelan bydgoski w latach 1250–1258, kasztelan inowrocławski w latach 1258–1262.
Pochodził ze średniozamożnego rodu rycerskiego Cielepałów, który swe dobra ziemskie posiadał na północnych Kujawach (Gogolin). 
Po raz pierwszy pojawił się w źródłach w 1241 r. na wiecu w Pomuzowie (Pędzewie) jako cześnik kujawski. 
Posiadał przyrodniego brata Zdzisława, który w 1241 r. był stolnikiem kujawskim, potem kasztelanem włocławsko-brzeskim.
Jego synami byli: Nasław, Zdzisław – stolnik inowrocławski w 1302 r., Mikołaj i Piotr.
Urząd kasztelana bydgoskiego objął z nadania księcia Kazimierza Kujawskiego na początku lat 50. XIII wieku.
25 lipca 1253 r. w dokumencie ugody gospodarczej księcia Kazimierza z Krzyżakami jest wymieniony jako kasztelan bydgoski.
Z połowy 1254 r. pochodzi natomiast dokument, w którym bezdzietny brat Bogusława Zdzisław postanowił przekazać biskupstwu włocławskiemu trzy wsie: Sławsko Wielkie, Dziarnowo i Trzemiętowo, przeciwko czemu zaprotestował Bogusław. Spór rozstrzygnął sąd książęcy, który przyznał rację Zdzisławowi.
W dokumencie z 1258 r. Bogusław występuje jako kasztelan inowrocławski i poświadczony jest na tej godności do 1262 r.